# Lora Logic

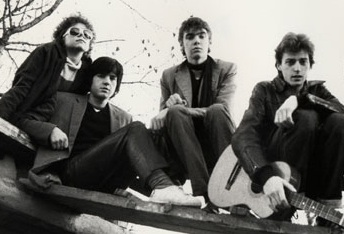
Lora Logic mit der Band Essential Logic, 1982

Lora Logic (* 1960 als Susan Whitby) ist eine britische Saxophonistin und Sängerin. Sie war von 1976 bis 1978 Mitglied der Punk-Band X-Ray Spex und gründete danach Essential Logic. Als Gastmusikerin war sie auf Alben von z. B. Red Krayola oder den Stranglers vertreten. In den 1980er Jahren wurde sie Mitglied der Hare-Krishna-Bewegung. 1982 trat sie als Schauspielerin in Peter Wollens Film Crystal Gazing auf. 1995 war sie an einer kurzlebigen X-Ray-Spex-Reunion beteiligt, 2001 an einer Reunion von Essential Logic.

## Diskographie
- Lora Logic – Pedigree Charm, Rough Trade Records, 1982
- Lora Logic – Wonderful Offer, Rough Trade Records, 1981